# Ducato di Gheldria
Il Ducato di Gheldria (Hertogdom Gelre in olandese; Herzogtum Geldern in tedesco) è stato un ducato storico del Sacro Romano Impero.
Il Ducato, sorto come Contea di Gheldria fino al 1339, prese il nome dalla città di Geldern, che in epoca moderna è in Germania. La provincia di Gheldria nei Paesi Bassi comprende gran parte dell'area formale del ducato.

## Geografia
La Contea ed il Ducato di Gheldria consistevano non solo nelle attuali province olandesi di Gheldria e Limburgo ma anche in parte dell'attuale stato tedesco della Renania Settentrionale-Vestfalia.
Il ducato venne diviso in quartieri:
- quartiere di Arnhem, detto anche Veluwe,
- quartiere di Nimega, detto anche Betuwe,
- quartiere di Zutphen, detto anche Achterhoek,
- quartiere di Roermond (oggi parte della provincia di Limburgo), detto anche Distretto dell'Alta Gheldria o Overkwartier.

La capitale fu inizialmente Gheldria, mentre nel 1347 si spostò a Nimega.

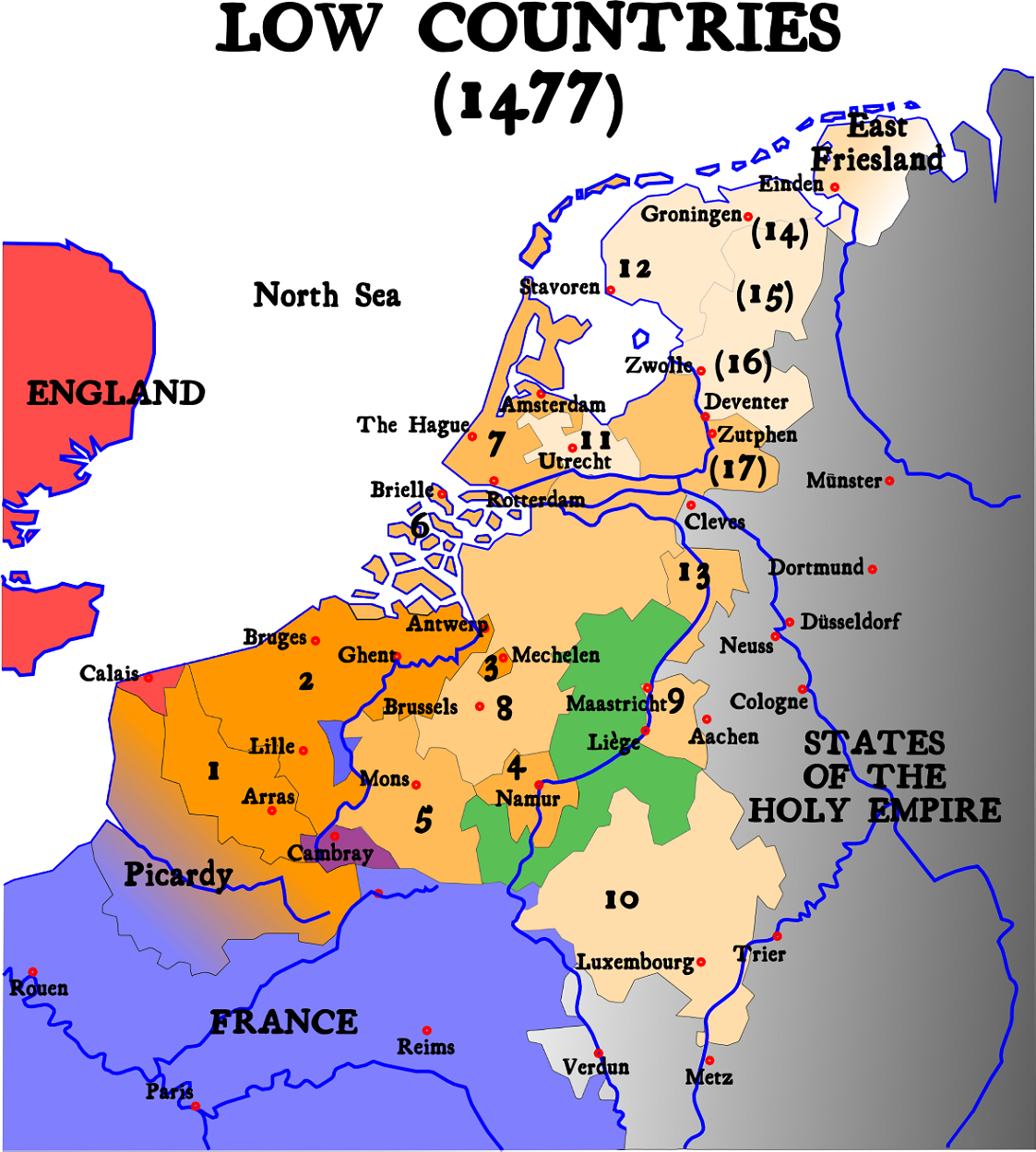
Mappa dei Paesi Bassi nel 1477, i futuri Paesi Bassi borgognoni; il Ducato di Gheldria corrisponde al n° 13

## Storia
La contea di Gheldria fu istituita verso la fine dell'XI secolo; il primo documento che attesta l'esistenza della contea è datato 1096, ed è il documento caput LXVII della Opera diplomatica et historica, tomus primus di Auberti Miraei, scritto dalla contessa di Boulogne, Ida di Lorena, figlia di Goffredo il Barbuto e madre di Goffredo di Buglione, che fu controfirmato dal primo conte di Gheldria, Gerardo (Gerardi comitis de Gelre); Gerardo era signore di Wassenberg, signoria iniziata con Gerardo ''flamens'', citato, come testimone in un documento del Veterum scriptorum et monumentorum historicorum dell'Imperatore del Sacro Romano Impero, Corrado II il Salico e poi, ancora come testimone del documento n° 38 del Urkunden und Abhandlungen zur Geschichte des Niederrheins und der Niedermaas, datato 1042, dell'imperatore, Enrico III il Nero; la signoria fu creata circa alla metà del secolo XI: infatti all'inizio degli Annales Rodenses, viene ricordato, senza precisare l'anno, che l'Imperatore del Sacro Romano Impero (obsequio Romani imperatoris) affidò a Gerardo la signoria di Wassenberg (locavit Gerardum aput Wasenberch).
La Gheldria fu spesso in guerra con la Contea d'Olanda e con il Principato vescovile di Utrecht, sin quando i duchi di Borgogna non conquistarono l'intera area.
Dopo la morte della duchessa, Maria la Ricca, il marito, Massimiliano I d'Asburgo, futuro Imperatore del Sacro Romano Impero, nel 1484, inglobò il Ducato di Gheldria nei Paesi Bassi borgognoni, comprendenti diversi ducati e contee, corrispondenti all'incirca all'attuale Benelux, più alcuni dipartimenti francesi.
Quando i Paesi Bassi si rivoltarono al governo di Filippo II di Spagna nel XVI secolo, egli dovette concedere l'autonomia alla Repubblica delle Sette Province Unite e il Ducato Gheldria subì una divisione. I tre quartieri a nord, detti anche Bassa Gheldria, entrarono a far parte della Repubblica delle Sette Province unite, mentre il quartiere meridionale dell'Alta Gheldria rimase parte dei Paesi Bassi spagnoli. All'interno della Repubblica delle Sette Province Unite, la provincia costituita dai tre quartieri settentrionali continuò a chiamarsi Ducato di Gheldria.

## Stemmi di Gheldria
Gli stemmi della regione nei secoli.

prima del 1236
dal 1236 al 1276
dal 1276 al 1379
dopo il 1379
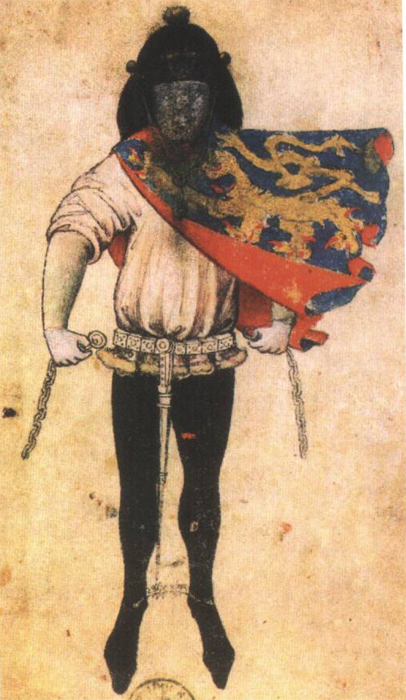
L'araldo Gelre che indossa una cotta con lo stemma della contea